# أوفتية ملتفة
أوفتية ملتفة (باللاتينية: Oftia revoluta ) هو نوع نباتي يتبع جنس الأوفتية من الفصيلة الغدبية.